# Caridina nilotica
Espèce
Statut de conservation UICN

 LC  : Préoccupation mineure
Caridina nilotica est une espèce de crevettes africaine de la famille des Atyidae.

## Description morphologique
Cette crevette d'eau douce peut atteindre 25 mm de long. Son rostre grêle est partiellement épineux dorsalement. La paire de pattes P1 présente une échancrure au niveau du carpe et une arthrobranchie à la base. Le bord postérieur du telson porte entre 4 et 8 épines.

## Comportement

### Alimentation
Cette crevette est détritivore, mais son comportement de migration journalière laisse penser qu'elle pourrait aussi être planctonivore.

## Répartition et habitat

### Habitat
Caridina nilotica vit dans les eaux douces, notamment en Afrique dans les grands lacs africain. Elle y réalise quotidiennement une migration verticale : le jour, elle se tient en profondeur (semble-t-il pour échapper à la prédation) puis se répartit la nuit dans toute la colonne d'eau.

## Rôle écologique
Caridina nilotica est une proie importante pour les jeunes perches du Nil jusqu'à ce qu'elles atteignent 40 cm de long, mais aussi pour d'autres espèces de poissons.

## Taxonomie
Cette espèce a aussi reçu les dénominations Pelias nilotica P. Roux, 1833 et Pelias niloticus P. Roux, 1833.